# Oberaich (Guteneck)
Oberaich ist ein Ortsteil der Gemeinde Guteneck im Landkreis Schwandorf in Bayern.

## Geographie
Der Weiler liegt in der Gemarkung Unteraich etwa 3 km nordwestlich des Kernortes Guteneck im mittleren Oberpfälzer Wald. Südlich verläuft die Staatsstraße St 2156.
Im Ort befindet sich ein denkmalgeschützter gemauerter Bildstock aus dem 19. Jahrhundert, nahe beim Ort ein Schauerkreuz aus dem 18./19. Jahrhundert.